# 오픈VPN
오픈VPN(OpenVPN)은 라우팅 구성이나 브리지 구성, 원격 접근 기능을 통해 안전한 점대점 또는 사이트 대 사이트 연결을 만들기 위해 가상 사설망(VPN) 기술을 구현하는 오픈 소스 형태의 응용 소프트웨어이다. 키 교환을 위해 SSL/TLS를 이용하는 맞춤식 보안 프로토콜을 이용한다. 네트워크 주소 변환(NAT)과 방화벽을 가로지를 수 있다. 제임스 요난이 작성하였으며 GNU GPL 하에 출시되고 있다.

## 플랫폼

### 펌웨어 구현
| 펌웨어 패키지 | 비용 | 개발사                                | 비고         |
| ------------- | ---- | ------------------------------------- | ------------ |
| DD-WRT        | 무료 | NewMedia-NET GmbH                     | [ 5 ]        |
| Gargoyle      | 무료 | Eric Bishop                           | [ 6 ]        |
| OpenWrt       | 무료 | Community driven development          | [ 7 ]        |
| OPNsense      | 무료 | Deciso BV                             | [ 8 ]        |
| pfSense       | 무료 | Rubicon Communications, LLC (Netgate) |              |
| Tomato        | 무료 | Keith Moyer                           | [ 9 ] [ 10 ] |

## 같이 보기
- 오픈SSH
- 와이어가드